# Kong-Reich

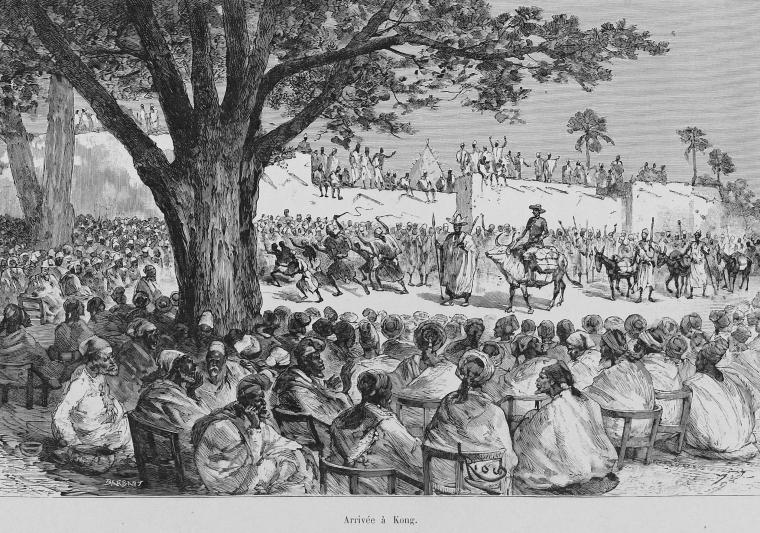
Ankunft des französischen Gouverneurs Louis-Gustave Binger in Kong 1892

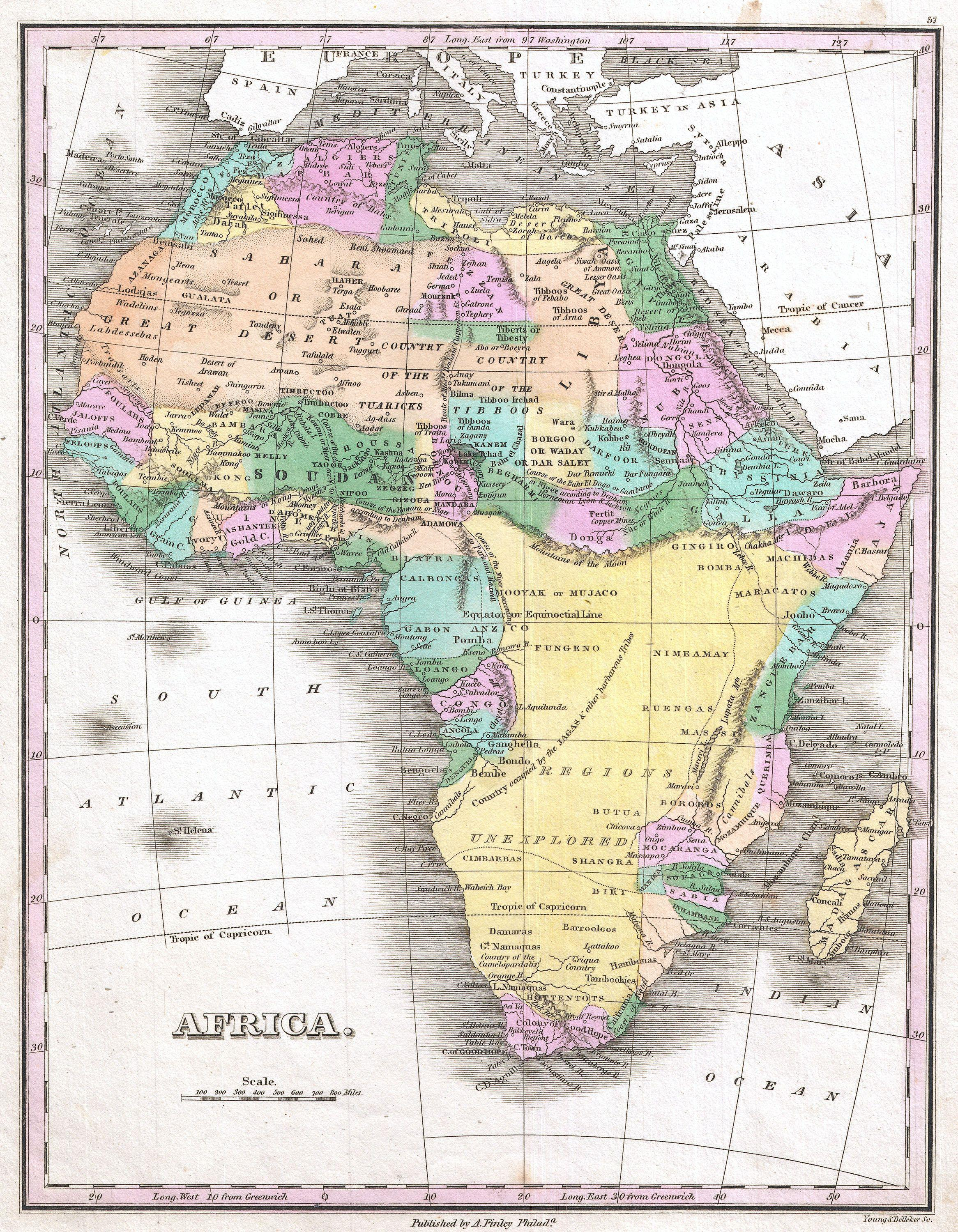
Die Finley-Karte afrikanischer Staaten 1827. Kong ist in Westafrika gelb dargestellt

Das Kong-Reich (besser bekannt unter den Namen Wattara-Reich oder Ouattara-Reich; Adschami-Schrift: کونگ Kung) war ein westafrikanischer – offiziell muslimischer – Staat, der im Jahre 1710 gegründet wurde. Die Staatsform des Kong-Reiches war eine Monarchie.
Die Hauptstadt des Reiches war die Stadt Kong. Das Zentrum des Staates befand sich im Nordosten der heutigen Republik Elfenbeinküste, zudem nahm das Kong-Reich auch große Teile von Burkina Faso ein.
Im Jahre 1895 wurde das Reich durch französische Kolonialtruppen eingenommen, der bis dahin unabhängige Staat zerschlagen und das Gebiet dem französischen Kolonialgebiet Französisch-Westafrika respektive Obervolta einverleibt. Die einheimische Bevölkerung musste sich nun der französischen Herrschaft unterordnen. Dadurch endete die 175-jährige Geschichte des afrikanischen Landes.